# Panguit
Panguit ist ein sehr selten vorkommendes Mineral aus der Mineralklasse der „Oxide und Hydroxide“ mit der chemischen Zusammensetzung (Ti4+,Sc,Al,Mg,Zr,Ca)1,8O3 und damit hauptsächlich Titan(III)-oxid. Das Titan wird in der Formel allerdings teilweise durch Scandium, Aluminium, Magnesium, Zirconium und/oder Calcium ersetzt (substituiert).
Panguit kristallisiert im orthorhombischen Kristallsystem und konnte bisher ausschließlich in Form unregelmäßiger Körner bis etwa 1,8 μm als Einschlüsse in Meteoriten entdeckt werden.

## Etymologie und Geschichte

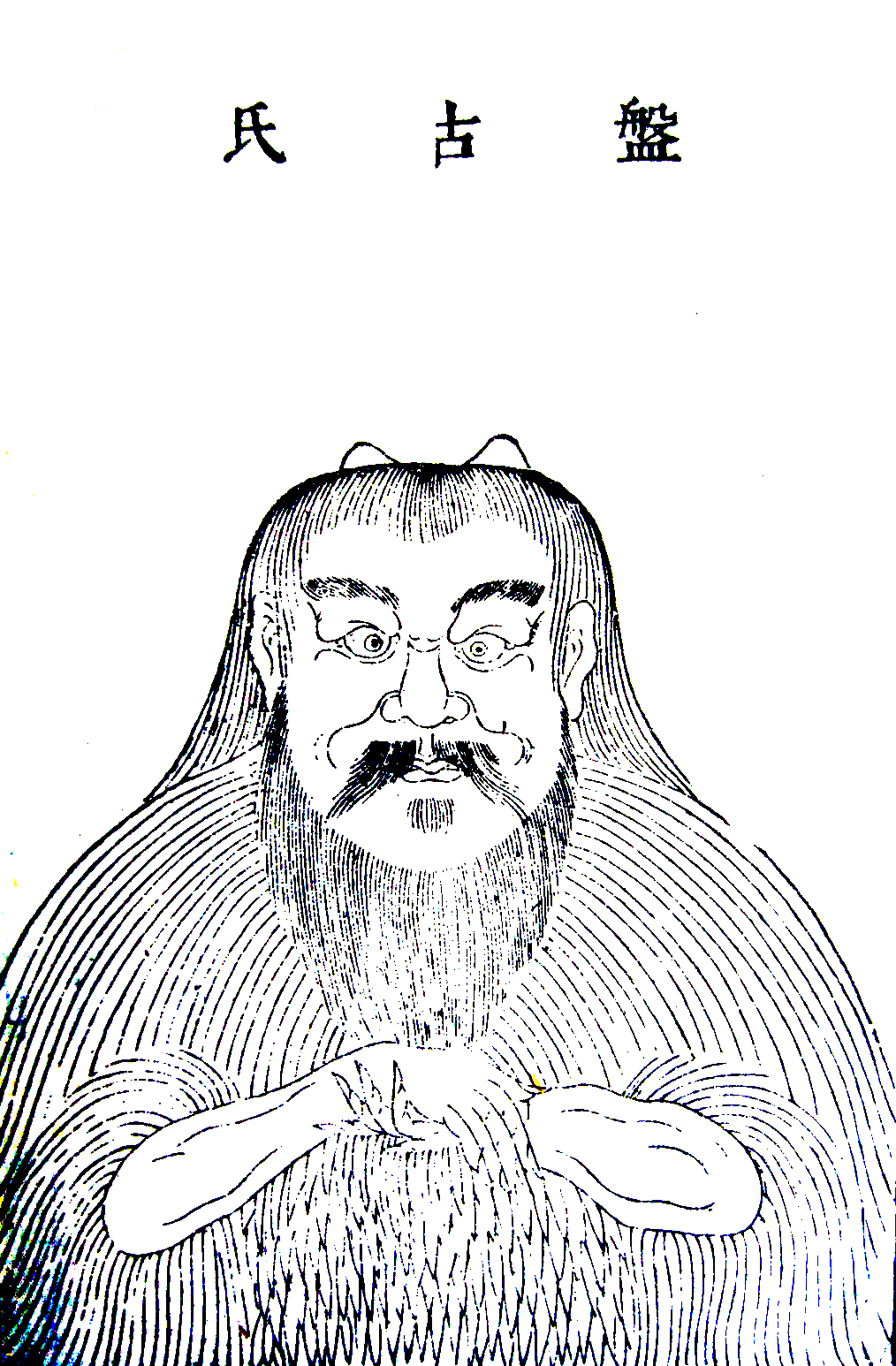
Pangu in der chinesischen Enzyklopädie Sancai Tuhui (Ming-Dynastie, 1609)

Erstmals entdeckt wurde Panguit 2010 von Chi Ma, Oliver Tschauner, John R. Beckett, George R. Rossman und Wenjun Liu bei elektronenmikroskopischen Untersuchungen des Allende-Meteoriten am California Institute of Technology. Nach Ansicht seiner Entdecker soll Panguit eine der ersten festen Verbindungen sein, die sich bei der Entstehung des Sonnensystems vor rund 4,5 Milliarden Jahren gebildet hatten. In Anlehnung an dessen frühe Entstehung benannten sie das Mineral daher nach Pangu, dem nach der chinesischen Mythologie ersten Lebewesen, aus dessen Körper nach seinem Tod das Universum mit Sonne, Mond und Erde entstand.
Das Mineral und der von Chi Ma und seinen Kollegen gewählte Name Panguit wurde im Dezember 2010 von der Commission on New Minerals Nomenclature and Classification der International Mineralogical Association (IMA/CNMNC) anerkannt.
Holotypmaterial aus der Sektion MC2Q der Meteoritenprobe „Caltech Allende12A“ wurde im National Museum of Natural History des Smithsonian Institution in Washington D.C. hinterlegt (Katalog-Nr.: USNM 7602).

## Klassifikation
Da Panguit erst 2011 als eigenständiges Mineral anerkannt wurde, ist er weder in der veralteten 8. Auflage, noch in der zuletzt 2009 aktualisierten 9. Auflage der Mineralsystematik nach Karl Hugo Strunz aufgeführt.
Auch in der vorwiegend im englischen Sprachraum gebräuchlichen Systematik der Minerale nach Dana ist Panguit bisher nicht verzeichnet.
Einzig im zuletzt 2018 aktualisierten „Lapis-Mineralienverzeichnis“, das sich aus Rücksicht auf private Sammler und institutionelle Sammlungen noch nach der klassischen Systematik in der 8. Auflage nach Strunz richtet, erhielt das Mineral die System-Nr. IV/C.03-40 und würde damit zur Abteilung „Oxide mit Stoffmengenverhältnis Metall : Sauerstoff = 2 : 3 (M2O3 und Verwandte)“ gehören, wo er zusammen mit Bixbyit-(Mn) (ehemals Bixbyit), Avicennit, Kangit und Yttriait-(Y) eine gemeinsame, aber unbenannte Gruppe bildet.
In der bisher wenig verbreiteten Hölzel-Systematik gehört Panguit zur „Betafit-Gruppe, bei der Titan auf der strukturellen B-Position dominiert“ mit der System-Nr. 4.CJ.1.

## Chemismus
Panguit besteht hauptsächlich aus Titandioxid (TiO2, 47,97 %) sowie Anteilen von Oxiden mit Zirconium (ZrO2 14,61 %),  Scandium (Sc2O3 10,67 %), Aluminium (Al2O3 7,58 %), Magnesium (MgO 5,54 %), Yttrium (Y2O3 5,38 %), Calcium (CaO 3,34 %), Silicium (SiO2 1,89 %), Eisen (FeO 1,81 %), Vanadium (V2O3 0,95 %), Chrom (Cr2O3 0,54 %) und Spuren von Hafnium (HfO2 0,28 %). Die empirisch ermittelte Formel ergibt sich damit zu [(Ti0.79Zr0.16Si0.04)4+Σ0.99(Sc0.20Al0.20Y0.06V0.02Cr0.01)3+Σ0.49 (Mg0.18Ca0.08Fe0.03)2+Σ0.29]Σ1.77O3O3.

## Kristallstruktur
Panguit kristallisiert orthorhombisch in der Raumgruppe Pbca (Raumgruppen-Nr. 61) mit den Gitterparametern a = 9,781 Å; b = 9,778 Å und c = 9,815 Å sowie 16 Formeleinheiten pro Elementarzelle.

## Bildung und Fundorte
Panguit bildete sich extraterrestrisch und fand sich vergesellschaftet mit titanreichem Davisit, scandium- und titanreichem Diopsid sowie Olivin und Troilit in Einschlüssen des Allende-Meteoriten, der 1969 in Mexiko niederging.
Außer im Allende-Meteorit, der die Typlokalität von Panguit darstellt, konnte das Mineral bisher nur noch im Vigarano-Meteoriten nachgewiesen werden, der 1910 nahe Vigarano Pieve, einem Ortsteil von Vigarano Mainarda in Italien, niederging (Stand: 2019).